# Туллі (селище, Нью-Йорк)
Туллі (англ. Tully) — селище (англ. village) в США, в окрузі Онондага штату Нью-Йорк. Населення — 904 особи (2020).

## Географія
Туллі розташоване за координатами 42°47′53″ пн. ш. 76°6′36″ зх. д. / 42.79806° пн. ш. 76.11000° зх. д. (42.797952, -76.110106).  За даними Бюро перепису населення США в 2010 році селище мало площу 1,86 км², уся площа — суходіл.

## Демографія
Згідно з переписом 2010 року, у селищі мешкали 873 особи в 406 домогосподарствах у складі 225 родин. Густота населення становила 470 осіб/км².  Було 433 помешкання (233/км²).
Расовий склад населення:
| - 94,2 % — білих - 1,8 % — чорних або афроамериканців - 1,5 % — азіатів - 0,1 % — корінних американців |

До двох чи більше рас належало 2,4 %. Частка іспаномовних становила 0,9 % від усіх жителів.
За віковим діапазоном населення розподілялося таким чином: 22,1 % — особи молодші 18 років, 59,6 % — особи у віці 18—64 років, 18,3 % — особи у віці 65 років та старші. Медіана віку мешканця становила 40,2 року. На 100 осіб жіночої статі у селищі припадало 87,3 чоловіків;  на 100 жінок у віці від 18 років та старших — 87,8 чоловіків також старших 18 років.
Середній дохід на одне домашнє господарство  становив 62 194 долари США (медіана — 45 887), а середній дохід на одну сім'ю — 75 224 долари (медіана — 67 813). Медіана доходів становила 41 667 доларів для чоловіків та 43 047 доларів для жінок. За межею бідності перебувало 13,6 % осіб, у тому числі 29,4 % дітей у віці до 18 років та 7,6 % осіб у віці 65 років та старших.
Цивільне працевлаштоване населення становило 560 осіб. Основні галузі зайнятості: освіта, охорона здоров'я та соціальна допомога — 30,4 %, роздрібна торгівля — 13,4 %, виробництво — 10,5 %, науковці, спеціалісти, менеджери — 8,9 %.